# Радко (сдружение)
Сдружение „Радко“ (на македонска литературна норма: Здружение „Радко“) е политическа организация със седалище в Охрид, Северна Македония. Основана е през 2000 година и се обявява за признаване и подкрепа на българите в Северна Македония. Името на гражданското сдружение идва от псевдонима на Иван Михайлов – Радко. Председател на организацията е Владимир Панков.

## Предистория
На 14 декември 1990 година Илия Илиевски регистрира Партията за човешки права в Македония, която на 12 септември 1991 година отправя Меморандум до международната конференция по човешки права в Москва, в който се изтъква че в СФРЮ за периода 1944 – 1990 година хиляди македонски българи са били подлагани на политически терор. На 5 юни 1993 година в Охрид е учредена организация ВМРО, която по устав е „демократична, самостоятелна, национална и политическа организация на македонските българи“. Забранена е от властите, а лидерът ѝ Владимир Панков е арестуван, заплашван и репресиран. На 22 януари 2000 година той и негови съмишленици правят опит да учредят ВМРО – Иван Михайлов, но регистрация е отказана от съдебните власти в Република Македония.

## Учредяване и забрана
Сдружението „Радко“ е вписано от Охридския районен съд в Регистъра на сдруженията на граждани и фондации от 19 юни 2000 година. След регистрацията започва открита кампания срещу членовете на сдружението, което с решение на Конституционния съд на Северна Македония от 21 март 2001 година е обявено за неконституционно. Според Конституционният съд програмата и статутът на гражданското сдружение „Радко“ в Охрид са насочени към „насилственото уронване на държавния порядък, пречене на свободното изразяване на националната принадлежност на македонския народ, т.е. пренебрегване на неговата самобитност и разпалване на национална или верска омраза или нетърпимост“.

## „Радко“ до Европейския съд по правата на човека в Страсбург
След решението на Конституционния съд на Република Македония на 4 октомври 2001 година членовете на сдружение „Радко“ завеждат жалба, по която е образувано дело срещу Република Македония в Европейския съд по правата на човека в Страсбург, което е спечелено от членовете на сдружението през 2009 година. ЕСПЧ счита жалбата за основателна и че Република Македония трябва да изплати общо 9000 евро обезщетение.
Според ЕСПЧ македонските власти са нарушили чл. 11 от Европейската конвенция за правата на човека, която предвижда свободно обединение на гражданите. От 7-те членове на състава 6 са подкрепили решението, а 1 – представителката на Република Македония Миряна Лазарова-Трайковска, е на особено мнение.
Македонският съдия е гласувал против решението по 2 причини – 1-вата е, че „Сдружението не е използвало всички възможности за защита правата на членовете си пред съдебните власти в Република Македония“, и 2-рата е, че „Сдружението призовава към национална нетърпимост и омраза“.
След постановяване на решението председателят на сдружението Владимир Панков изказва мнение, че е очаквал позитивното решение по жалбата на „Радко“ в ЕСПЧ в Страсбург, което от своя страна открива възможност за пълно реализиране на правата на българите в Република Македония. Под пълни права той разбира българският книжовен език да бъде признат за официален в Република Македония, като се зачитат и културните права на македонските граждани с българско самосъзнание в страната.
Исканията съответстват на историческите реалности според Панков, защото българите не могат да бъдат никакво малцинство в Република Македония, тъй като те са единствено и само мнозинство от населението ѝ. В подкрепа на твърдението си той изтъква факта, че преди решението на Коминтерна и Титовата комунистическа партия за създаване на македонска нация и македонски език такива не съществуват и кампанията по „легитимирането им“ е дело на сърбокомунистите.